# 東京湾観音
東京湾観音（とうきょうわんかんのん）は、千葉県富津市にある観音像である。仏像彫刻家の長谷川昂が原作者である。

## 概要

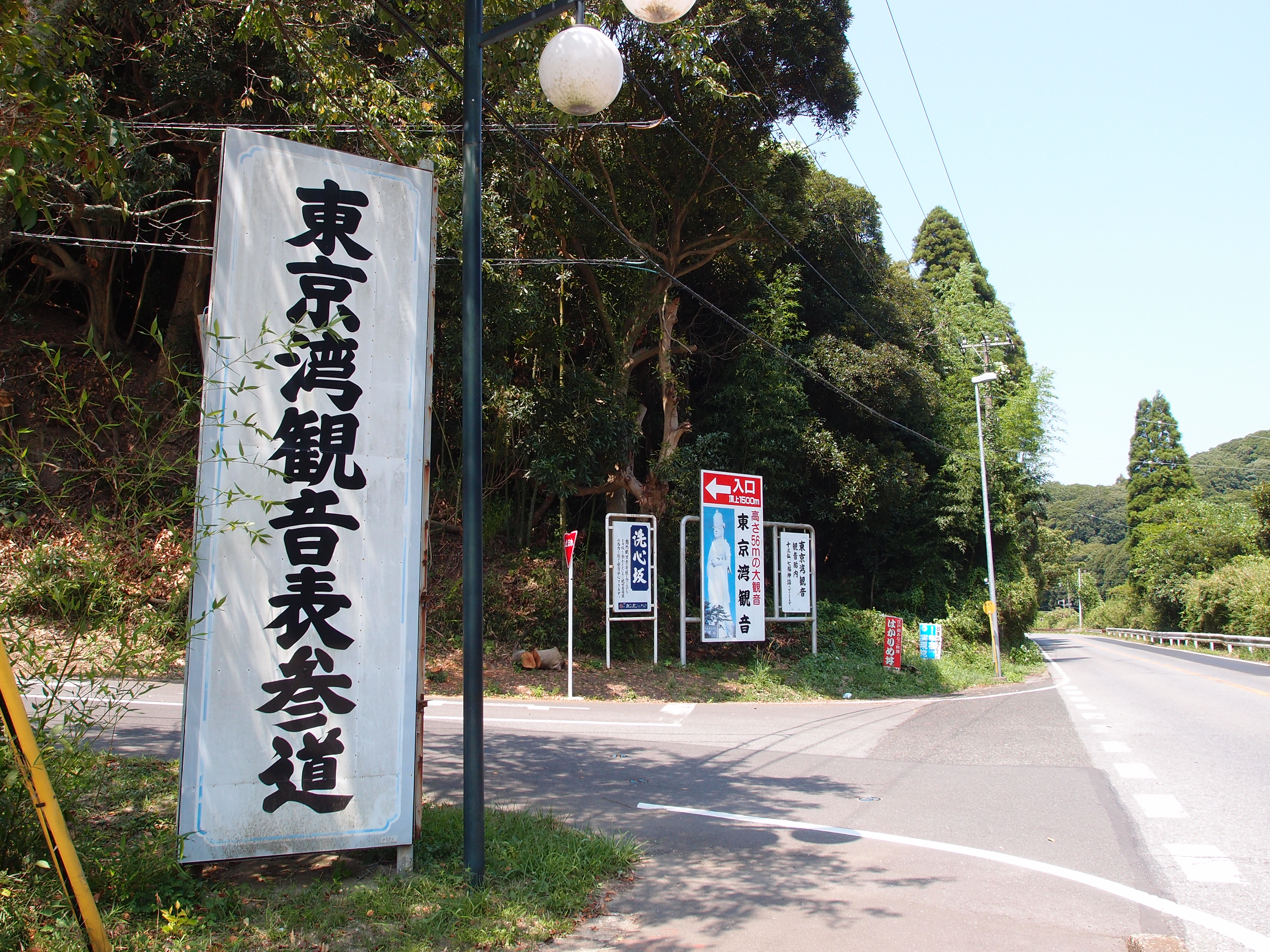
参道入口

市のほぼ中央、大坪山山頂に東京湾入り口に向かって建てられ高さは56メートルで、1961年に宇佐美政衛が平和祈念と戦没者の慰霊を目的として建立した。テレビ、映画などのロケ現場として使われ、観音像の顔にマスクを掛ける番組や、映画『千里眼』『ゼイラム2』のロケに用いられた。

## 歴史
宇佐美政衛は第二次世界大戦中に東京深川で材木問屋を営んでいたが、1945年3月の東京大空襲で多くの犠牲者を目にして世界平和の尊さを深く感じ、戦後に建設委員長として富岡八幡宮を支援したが、戦没者慰霊と世界平和への想いから1億2000万円の費用を投じて東京湾観音を建立した。1956年の着想から5年後の1961年に完成した。

## 制作者
千葉県鴨川市生まれで鴨川市名誉市民の仏像彫刻家である長谷川昂（1909年-2012年）が、奈良県の法隆寺夢殿の救世観音をイメージし「仏教伝道の最終地点を千葉にしたい」と思いを込めて原型を制作した。胎内には長谷川の作品が多数展示されている。

## 構造

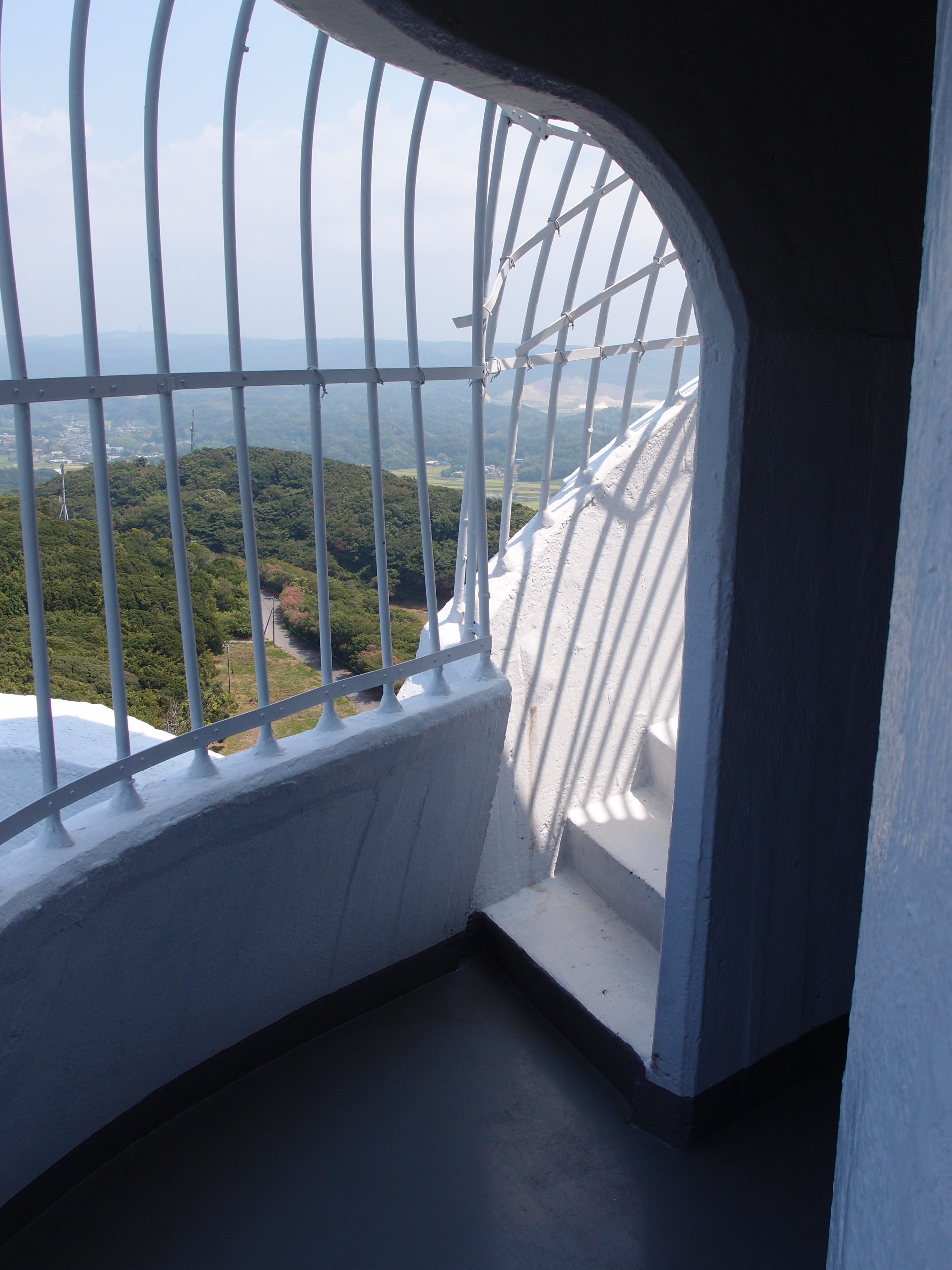
観音像内部の螺旋階段で最上階まで上がれる

当時の最高建築技術を駆使して建てられ、56メートルの観音を支えるために地下10メートルに支柱を16本埋没しており、3メートルの軸が全体を支えている。長い工期でも事故は皆無で、政衛は観音の加護だと実感した。胎内には314段の螺旋階段で20階までの各階に胎内仏が祀られている。13階の腕の位置にある「腕展望」および頭部に当たる19階の「宝冠部展望」から東京湾、房総半島、気象条件が良ければ関東平野全域を含む関東地方が一望でき、富士山も遠望できる。最上階までの往復には約20分～30分かかる。
メンテナンスも積極的に行っており、2018年には「平成最後の大改修」と称して、コンクリートの補修や外装の再塗装を半年以上の工期をかけて実施。約1億5000万円の費用がかかった。

## 所在地
- 千葉県富津市小久保1588

## アクセス
- 公共交通機関

JR内房線大貫駅、佐貫町駅より日東交通(本数僅少)観音下バス停下車、山道を徒歩20分。
- 自動車

館山自動車道 富津中央インターチェンジより5分。